# Senaat van South Dakota

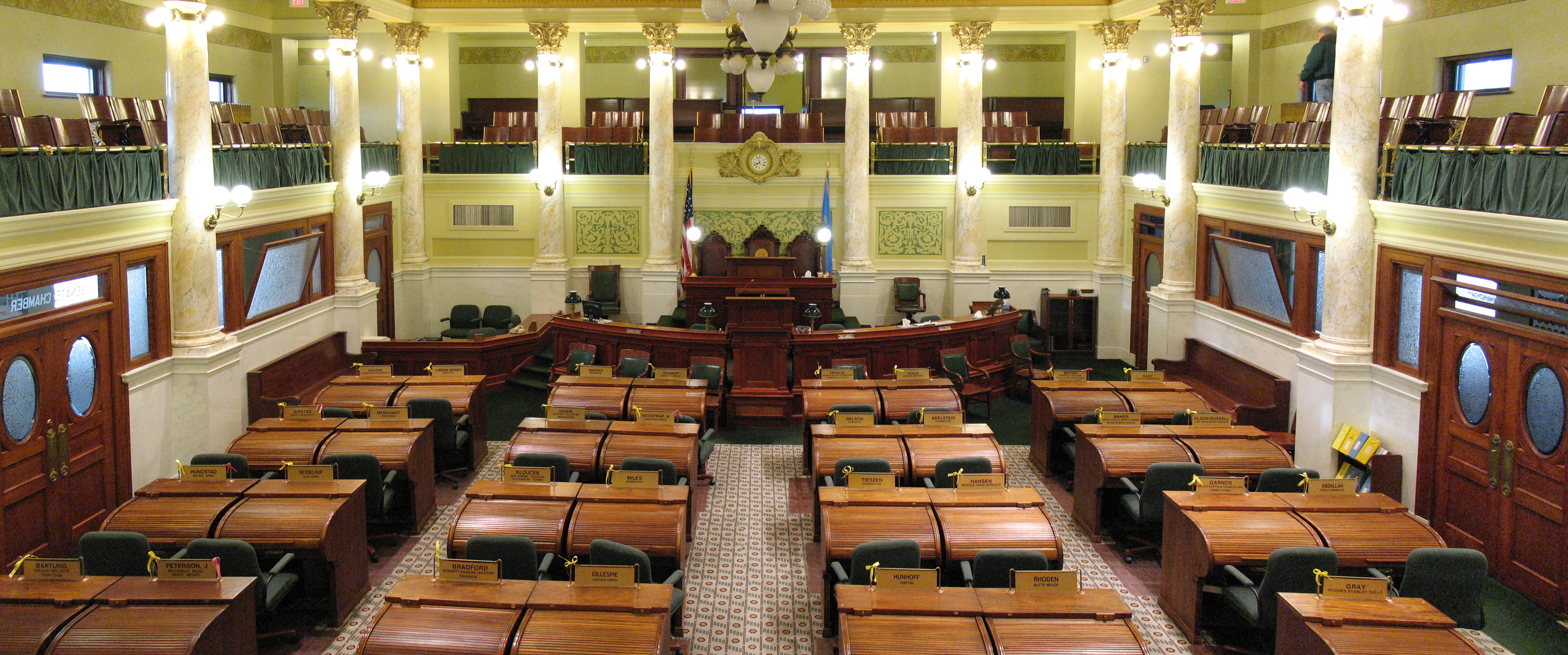
De Senaat van South Dakota

De Senaat van South Dakota (Engels: South Dakota Senate of South Dakota State Senate) is het hogerhuis van de wetgevende macht van de Amerikaanse staat South Dakota. Het lagerhuis is het Huis van Afgevaardigden van South Dakota. Beide huizen oefenen dezelfde bevoegdheden uit, maar enkel de Senaat kan politieke aanstellingen bevestigen.
De Senaat van South Dakota telt 35 senatoren die elk verkozen worden een kiesdistrict. Elke senator wordt gekozen voor een termijn van twee jaar en kan er maximaal vier uitzitten. De luitenant-gouverneur van de staat zit de Senaat voor. De senatoren komen samen in het Capitool van South Dakota in Pierre.
Sinds de algemene verkiezingen van 2020 bezetten de Republikeinen 32 van de 35 zetels. De Democratische Partij heeft drie zetels.